# Жамбок
Жамбок (мађ. Zsámbok) је село у мађарској жупанији Пешта.
Према подацима из 2018. године у овом месту живи око 2.361 становника.

## Географија
Жамбок се налази у централној Мађарској, у источном делу жупаније Пешта, близу граница жупаније Хевеш и жупаније Јас-Нађкун-Солнок. Од престонице Будимпеште удаљен је неких 60 километара.